# Pharris (Schiff)
Die Pharris (DE/FF-1094) war ein Geleitzerstörer, am 1. Juli 1975 umklassifiert zur Fregatte, der Knox-Klasse der United States Navy. Sie war benannt nach Lieutenant Commander Jackson C. Pharris, der für seinen Einsatz auf der California während des japanischen Angriffs auf Pearl Harbor die Medal of Honor erhielt. Sie diente von 1974 bis 1992 in der US-Marine, seit 2000 wird sie von der mexikanischen Marine eingesetzt.

## Geschichte
Die Pharris wurde am 11. Februar 1972 bei Avondale Shipyards in New Orleans, Louisiana auf Kiel gelegt. Der Stapellauf fand am 16. Dezember des Jahres statt, die Indienststellung erfolgte am 26. Januar 1974 in Norfolk, Virginia, wo sie auch ihren Heimathafen hatte. In den folgenden Jahren operierte das Schiff zumeist mit Flugzeugträgerverbänden und nahm an multinationalen Übungen wie der UNITAS teil. In den 1980er Jahren war die Fregatte auch im Mittelmeer sowie in Nahost unterwegs, ebenso nahm sie an den BALTOPS-Übungen in der Ostsee teil. 1987 war sie Teil der Flotte während der Operation Earnest Will, wo sie unter anderem auch die Mighty Servant II begleitete, die die durch eine iranische Mine beschädigte Fregatte Samuel B. Roberts in ihren Heimathafen transportierte.
Die Pharris wurde am 15. April 1992 außer Dienst gestellt und der Reserveflotte zugeteilt, am 11. Januar 1995 erfolgte die Streichung aus dem Naval Vessel Register. Am 15. Juni 1999 wurde die Fregatte an Mexiko verkauft, wo sie seit dem Frühjahr 2000 umbenannt auf Victoria eingesetzt wird.

## Pharris in der Literatur
In Tom Clancys Thriller Im Sturm spielt die Pharris eine wichtige Rolle, sie begleitet US-Konvois über den Atlantik. Während eines Torpedoangriffs durch ein sowjetisches Victor-III-U-Boot wird ihr der Bug weggerissen.